# Peter Glob
Peter Vilhelm Glob, noto anche con lo pseudonimo di P.V. Glob (Kalundborg, 20 febbraio 1911 – 20 luglio 1985), è stato un archeologo danese che lavorò come Direttore generale di Musei ed Antichità dello Stato di Danimarca e come Direttore del museo nazionale di Copenaghen.
Glob era noto per le sue ricerche sulle mummie di palude della Danimarca, come l'uomo di Tollund e l'uomo di Grauballe, resti mummificati risalenti all'Età del Ferro e del Bronzo che sono stati ritrovati intatti nelle paludi di torba. Tra i suoi lavori in campo antropologico troviamo Gli uomini della palude , Danimarca : storia archeologica dall'età della pietra ai Vichinghi , Uomini di tumuli .
Fu il cofondatore dell'Istituto scandinavo di vandalismo comparativo , un istituto culturale no-profit danese che studiava la storia dei graffiti. Glob era il figlio del pittore Johannes Glob e il padre del ceramista Lotte Glob, del pittore Anders Glob, dell'elettricista Martin Glob, della cucitrice Henriette Glob e della biologa Elsebeth Glob. La ricerca più importante di Glob fu quella riguardante l'uomo di Tollund.
Glob era anche impegnato nell'archeologia del Medio Oriente e lì condusse numerose spedizioni scientifiche. Queste ultime sono descritte come alcune delle più grandi spedizioni danesi di sempre all'estero.